# Signa
Signa es una localidad italiana de la ciudad metropolitana de Florencia, región de Toscana, con 18.097 habitantes.

Ubicación de la ciudad de Signa dentro de la provincia de Florencia.

## Evolución demográfica
| Gráfica de evolución demográfica de Signa entre 1861 y 2001 |
|                                                             |
| Fuente ISTAT - Elaboración gráfica por parte de Wikipedia   |